# Nils Ollander
Nils Erik Ollander född 9 mars 1913 i Ströms församling, Jämtland, död 13 december 2004 i Ströms församling, 

## Karriär
Ollander var en svensk hinderlöpare och terränglöpare. Han vann 1940 den klassiska Sleipners terränglöpning. Ollander satte svenskt rekord på 3 000 meter hinder 1940 (9.06,8 samt 9.05,2). Han tävlade för UoIF Matteuspojkarna.